# テイト捻り
テイト捻り（ていとひねり、Tate twist ）とは数論と代数幾何学において、ガロワ加群のある種の操作である。名前はアメリカの数学者ジョン・テイトに由来する。

## 解説
K を体, GK をその絶対ガロア群 ρ : GK → AutQp(V) を GK の有限次元Qpベクトル空間  V とする。
このとき Vのテイト捻り V(1), とは表現のテンソル積 V⊗Qp(1)のことである。ここで Qp(1) はp-進円分指標 (i.e. 分離閉包 Ksにおける1のべき根のなす群のテイト加群). 
より一般にVの m回テイト捻り V(m)とは VとQp(1)のm-fold テンソル積のことである。
また Qp(−1) はQp(1)の双対表現 、 Vの-m回テイト捻りは
{\displaystyle V\otimes \mathbf {Q} _{p}(-1)^{\otimes m}.}